# Solanum ahanjuiri
Solanum ahanjuiri är en potatisväxtart som beskrevs av Sergei Vasilievich Juzepczuk och Sergej Sergei Mikhailovich Bukasov. Solanum ahanjuiri ingår i släktet skattor som ingår i familjen potatisväxter. Inga underarter finns listade i Catalogue of Life.